# Anthony Gonzalez
Anthony Gonzalez (Los Ángeles, 23 de septiembre de 2004) es un actor Gualtemaltecoestadounidense de interpretación y voz. Ha aparecido en la serie de televisión El Puente (2014) y Mentes Criminales: Sin Fronteras (2017). Asimismo, prestó su voz al protagonista de la película animada Coco (2017), obra de los estudios Pixar.

## Trayectoria profesional
Trabajó interpretando el papel de "Santiago" un niño inmigrante con orígenes guatemaltecos, adoptados por Verónica y Kevin, en la temporada 9 de la serie estadounidense "Shameless".
Anthony Gonzalez fue el actor de voz del protagonista de la película Coco, de Pixar.

## Filmografía
| Año  | Título                           | Personaje           | Notas                          |
| ---- | -------------------------------- | ------------------- | ------------------------------ |
| 2014 | El Puente                        | Chico joven         | Episodio: "Lamia"              |
| 2015 | Imagination of Young             | Bruno               | Cortometraje                   |
| 2017 | Mentes criminales: Sin Fronteras | Polaroid            | Episodio: "The Devil's Breath" |
| 2017 | Coco                             | Miguel Rivera (voz) | Personaje principal            |
| 2018 | Icebox                           | Oscar               |                                |
| 2018 | The Gospel Truth                 | Cantante #11        |                                |
| 2021 | Milagro azul                     | Geco                | Personaje principal            |

## Premios
| Año  | Premio                                                      | Categoría                                      | Obra nominada | Resultado | Ref.. |
| ---- | ----------------------------------------------------------- | ---------------------------------------------- | ------------- | --------- | ----- |
| 2017 | Asociación de críticos cinematográficos de Washington D. C. | Mejor actuación de voz en animación            | Coco          | Ganador   | [ 4 ] |
| 2018 | Premios Annie                                               | Mejor actuación de voz en una película animada | Coco          | Ganador   | [ 5 ] |